# 1932
Évszázadok: 19. század – 20. század – 21. század
Évtizedek: 1880-as évek – 1890-es évek – 1900-as évek – 1910-es évek – 1920-as évek – 1930-as évek – 1940-es évek – 1950-es évek – 1960-as évek – 1970-es évek – 1980-as évek
Évek: 1927 – 1928 – 1929 – 1930 –  1931 – 1932 – 1933 – 1934 – 1935 – 1936 – 1937

## Események
- január 7. – Japán mukdeni incidenst követő kínai terjeszkedésére válaszul az Amerikai Egyesült Államok meghirdeti a Stimson-doktrínát.
- február 18. – A japánok által megszállt Mandzsúriában kikiáltják Mandzsukuo függetlenségét.
- február 18. – A pacsai sortűz.
- március 1. – A Lindbergh bébi elrablása. (Charles Lindbergh elrabolt elsőszülött fiáért 50 ezer dollár váltságdíjat fizetett, de megadott helyen már csak a 20 hónapos gyermek holttestét találták meg. A gyilkosságért elítélték és 1936-ban kivégezték a német származású Bruno Hauptmann ácsot, a tragédiába beleroppant, és a sajtó által folyamatosan zaklatott Lindbergh pedig Európába menekült a feleségével, és hároméves második fiukkal.)[1]
- március 2. – Közzéteszik a Tardieu-tervet, melyben Franciaország szorgalmazza a dunai államok gazdasági közeledését.[2]
- március 9. – Törvény a 3 éves elnöki meghatalmazásról Lengyelországban.[3]
- március 13. – A birodalmi elnökválasztás első fordulója Németországban.[4]
- április 10.
  - Paul von Hindenburg birodalmi elnöki újraválasztása Németországban.[4]
  - Romániában Octavian Goga vezetésével megalakul a Nemzeti Agrárpárt(wd)[5]
- május 6. – Egy orosz anarchista golyója halálra sebzi Paul Doumer francia államfőt.[6]
- július 2. – Megalakul a Jugoszláv Nemzeti Parasztdemokrácia nevű párt. (Nevét augusztusban Jugoszláv Nemzeti Pártra változtatják.)[7]
- július 25. – Megkötik a lengyel–szovjet megnemtámadási szerződést.[3]
- július 31. – A német parlamenti választásokon a Nemzetiszocialista Német Munkáspárt (Nationalsozialistische Deutsche Arbeiterpartei – NSDAP) 37,4%-kal (vagyis 230 mandátummal) a legnagyobb párttá válik a Reischtagban.[8]
- augusztus 13. – Paul von Hindenburg birodalmi elnök megtagadja Adolf Hitler kancellári kinevezését.[8]
- szeptember 21. – Károlyi Gyula miniszterelnök lemond.[9]
- szeptember 23. – Ibn Szaúd megalapítja Szaúd-Arábiát.
- szeptember 29. – A kormányzó Gömbös Gyula addigi honvédelmi minisztert bízza meg kormányalapítással.[9]
- október 1. – Megalakul a Gömbös-kormány.[10]
- október 10. – Magyarországon feloldják az 1931. szeptember 19-én kihirdetett statáriumot.[11]
- október 23. – Karel Čapek, cseh író a brünni Lidové noviny hasábjain ismételten helyteleníti azt a gyakorlatot, hogy Szlovákiába 1919 óta tilos a magyarországi könyvek bevitele.[2]
- október 29. – Csehszlovákiában Jan Malypetr agrárpárti politikus vezetésével új kormány alakul.[12]
- november 2. – Lengyelországban Józef Beck ezredest nevezik ki külügyminiszterré.[3]
- november 6. – A német parlamenti választásokon az NSDAP 33,1%-ot – és ezzel 196 mandátumot – szerez.[8]
- november 7. – Az úgynevezett zágrábi pontokban a Paraszt-Demokrata Koalíció (SDK) elítéli az országban fennálló királydiktatúrát.[13]
- november 19. – A német üzleti élet 20 képviselője Hitler kancellári kinevezését sürgeti Hindenburgnál.[8]
- november 29. – Franciaország és a Szovjetunió meg nem támadási szerződést köt.[14]
- december 3. – Németországban Kurt von Schleicher tábornok vezetésével megalakul az új kormány.[15]
- december 14. – Szlovákiában, Szüllő Géza lemondása után Esterházy Jánost választják a magyar Országos Keresztényszocialista Párt elnökévé.[12]
- december 31. – A Szlovén Néppárt az úgynevezett szlovén deklarációban fellép a szlovén autonómia mellett.[7]

## Az év témái

### 1932 az irodalomban
- József Attila: Külvárosi éj
- Tamási Áron: Ábel a rengetegben
- március 19. – Kodolányi János szerzői estje a Nyugat rendezésében
- május 23. – Megalakul az Írók Gazdasági Egyesülete, mely több évig működik a magyar írószakma önsegélyező szervezeteként
- augusztus – Megjelenik Kodolányi János Vallomás című novellája (Nyugat, 1932/15.-16. sz.)

### 1932 a tudományban
- George David Birkhoff egy új, az euklideszi geometria felépítést célzó egyszerű axiómarendszert publikál.

### 1932 a zenében
- január 25. – Bemutatják Bartók Béla Erdélyi táncok című művét.[16]

## Születések
- január 4. – Carlos Saura spanyol filmrendező, fényképész († 2023)
- január 5. – Umberto Eco, olasz író († 2016)
- január 8. – Gyarmathy Lívia magyar filmrendező († 2022)
- január 13. – Szilvási Lajos, magyar író, újságíró († 1996)
- január 14. – Albert Ernő romániai magyar népköltészeti gyűjtő († 2022)
- január 19. – Richard Lester, amerikai filmrendező
- január 28. – Ircsik József, magyar festőművész († 1986)
- február 6. – François Truffaut, francia filmrendező († 1984)
- február 8. – Szinetár Miklós, Kossuth-díjas magyar rendező
- február 12. – Rami Garipov, baskír költő, író, drámaíró, műfordító († 1977)
- február 13. – Grétsy László  magyar nyelvész, főiskolai tanár, televíziós személyiség († 2024)
- február 14. – Csermák József, olimpiai bajnok magyar kalapácsvető († 2001)
- február 16. – Horváth Sándor, Jászai Mari-díjas magyar színész († 2012)
- február 18. – Miloš Forman, Oscar-díjas cseh-amerikai filmrendező († 2018)
- február 18. – Pongrátz Gergely a Corvin közi felkelőcsoport második és utolsó főparancsnoka az 1956-os forradalom idején († 2005)
- február 20. – Elek Gyula magyar kézilabdázó, az FTC női kézilabda szakosztályának edzője és sportvezetője († 2012)
- február 27. – Elizabeth Taylor, kétszeres Oscar-díjas amerikai színésznő († 2011)
- február 28. – Đoko Rosić, szerb-bolgár színész († 2014)
- március 4. – Miriam Makeba, dél-afrikai énekesnő († 2008)
- március 5. – Kazareczki Kálmán magyar közgazdász, vállalatvezető, miniszterhelyettes († 1994)
- március 6. – Bronisław Geremek lengyel politikus, társadalomtudós, egyetemi tanár († 2008)
- április 4. – Andrej Arszenyjevics Tarkovszkij, szovjet-orosz filmrendező († 1986)
- április 6. – Magay Dániel, olimpiai bajnok magyar kardvívó, vegyészmérnök
- április 8. – Antall József, magyar politikus, miniszterelnök († 1993)
- április 10. – Omar Sharif, egyiptomi születésű Oscar-díjas színész († 2015)
- április 14. – Loretta Lynn amerikai énekesnő († 2022)
- április 16. – Polyák Imre, magyar olimpiai bajnok birkózó, A Nemzet Sportolója († 2010)
- április 23. – Gene Collins ír származású amerikai színész
- április 24. – Gábor Tamás, olimpiai bajnok magyar vívó, sportvezető († 2007)
- április 25. – Hajdufy Miklós televíziós rendező, forgatókönyvíró († 2021)
- április 27. – Tadeusz Kaczorek lengyel villamosmérnök, matematikus, az MTA tagja
- április 27. – Anouk Aimée Golden Globe-díjas francia színésznő († 2024)
- május 6. – Bolvári Antal, olimpiai bajnokmagyar  vízilabdázó († 2019)
- május 7. – Szemes Mari, Kossuth-díjas magyar színésznő († 1988)
- május 29. – Delneky Gábor, olimpiai bajnok vívó († 2008)
- június 14. – Kiszely István, magyar biológus, történész, antropológus († 2012)
- június 16. – Kaló Flórián Jászai Mari-díjas magyar színész († 2006)
- június 18. – Dudley Herschbach Nobel-díjas amerikai kémikus
- június 28. – Borhidi Attila Széchenyi-díjas magyar botanikus, egyetemi tanár, az MTA rendes tagja
- június 28. – Kovács Piroska magyar tanár, néprajzi gyűjtő († 2016)
- június 29. – Deim Pál Kossuth-díjas magyar festőművész, a nemzet művésze († 2016)
- július 5. – Horn Gyula, magyar közgazdász, politikus, miniszterelnök († 2013)
- július 6. – Sipos András magyar agrármérnök, a Szarvasi Arborétum igazgatója († 2016)
- július 8. – Stefán Mihály kohómérnök, az MTA tagja († 2009)
- július 18. – Kertész Ákos, Kossuth-díjas magyar író († 2022)
- július 20. – Otto Schily német szövetségi belügyminiszter
- július 25. – Major Anna, magyar dramaturg († 2021)
- augusztus 2. – Peter O’Toole ír születésű brit színész († 2013)
- augusztus 17. – Vidiadhar Surajprasad Naipaul, trinidadi származású angol író († 2018)
- augusztus 18. – Kausz István, olimpiai bajnok magyar vívó, öttusázó, orvos († 2020)
- augusztus 23. – Eugene Rousseau, amerikai szaxofonos († 2024)
- augusztus 27. – Örkényi Éva, magyar színésznő
- szeptember 16. – George Chakiris Oscar-díjas amerikai színész (West Side Story)
- szeptember 26. – Almási Miklós, Széchenyi-díjas magyar esztéta, filozófus, esszéíró, az MTA tagja
- szeptember 28. – Fekete György Kossuth-díjas magyar belsőépítész, szakíró, politikus, MMA elnöke, a nemzet művésze († 2020)
- október 7. – Hetényi Varga Károly, író, fordító, tanár († 2002)
- október 13. – Dušan Makavejev, szerb filmrendező, forgatókönyvíró († 2019)
- október 19. – Krassó György, magyar politikus, újságíró († 1991)
- október 24. – Parti János, olimpiai bajnok magyar kenus, edző († 1999)
- október 25. – Vitold Pavlovics Fokin, ukrán politikus, 1990–1992 között Ukrajna miniszterelnöke
- október 26. – Csordás Lajos olimpiai bajnok magyar labdarúgó, edző († 1968)
- október 27. – Sylvia Plath amerikai költő, író, novellista († 1963)
- november 4. – Thomas Klestil, osztrák szövetségi elnök, államfő († 2004)
- november 5. – Vitray Tamás, Kossuth-díjas magyar riporter, újságíró
- november 15. – Petula Clark, angol énekesnő, színésznő
- november 16. – Torgyán József, magyar ügyvéd, politikus, miniszter († 2017)
- november 22. – Robert Vaughn, amerikai színész († 2016)
- november 24. – Bozsik Valéria, magyar író
- november 24. – Jókai Anna, kétszeres Kossuth- és József Attila-díjas magyar írónő, költőnő († 2017)
- november 24. – Juhász-Nagy Katalin, magyar olimpiai bajnok tőrvívó
- november 29. – Jacques Chirac, francia politikus, köztársasági elnök († 2019)
- december 5. – Sheldon Lee Glashow, Nobel-díjas amerikai fizikus
- december 5. – Little Richard, amerikai énekes, dalszerző, zongorista († 2020)
- december 7. – Ellen Burstyn, Oscar-díjas amerikai színésznő
- december 12. – Dalnoki Jenő, olimpiai bajnok magyar labdarúgó († 2006)
- december 16. – Jelenits István, Széchenyi-díjas magyar piarista szerzetes, író, teológus, tanár († 2024)
- december 25. – Domján Edit, Jászai Mari-díjas magyar színésznő († 1972)

## Halálozások
- február 2. – Árkay Aladár, építész, iparművész, festő (* 1868)
- február 21. – Gulácsy Lajos, festő (* 1882)
- február 28. – Ambrus Zoltán, kritikus, publicista, író (* 1861)
- március 14. – George Eastman feltaláló, üzletember (Kodak) (* 1854)
- március 29. – Füvessy Imre, országos hírű bűnügyi nyomozó, h. rendőrfőkapitány (* 1857)
- április 20. – Giuseppe Peano, olasz matematikus (* 1858)
- április 22. – Oslay Ferenc magyar-szlovén történész, irredenta, író (* 1883)
- május 21. – Endresz György, pilóta, repülőoktató (* 1893)
- május 25. – Franz von Hipper, német admirális (* 1893)
- június 7. – Petrik Lajos vegyész, keramikus, a Magyar Királyi Állami Felső Ipariskola tanára, majd később igazgatója (* 1851)
- július 27. – Gizella osztrák főhercegnő, magyar és cseh királyi hercegnő, I. Ferenc József és Erzsébet királyné leánya (* 1856)
- augusztus 11. – Makszimilian Alekszandrovics Volosin, orosz festő, költő, író, antropozófus (* 1877)
- szeptember 9. – Szokolyi Alajos, olimpiai bronzérmes atléta (* 1871)
- szeptember 16. – Ronald Ross Nobel-díjas (1902) brit orvos (* 1857)
- október 4. – Lengyel Pál (nyomdász), nyomdász, újságíró, az eszperantó nyelvű lapkiadás úttörője (* 1868)
- október 12. – Klebelsberg Kuno, kultúr- és tudománypolitikus (* 1875)
- november 9. – Bauer Rudolf, olimpiai bajnok diszkoszvető (* 1879)

## Nobel-díjak
| Fizikai  | Werner Heisenberg                                   |
| Kémiai   | Irving Langmuir                                     |
| Orvosi   | Sir Charles Scott Sherrington, Edgar Douglas Adrian |
| Irodalmi | John Galsworthy                                     |
| Béke     | nem adták ki                                        |